# Paratrachelophorus kresli
Paratrachelophorus kresli es una especie de coleóptero de la familia Attelabidae.

## Distribución geográfica
Habita en Nepal.